# ダハシュール
ダハシュール（アラビア語: دهشور、Dahšūr）は、カイロの南約40キロメートルのナイル川西岸の砂漠にある王家のネクロポリスである。いくつかのピラミッドがあることで知られており、中でも2つのピラミッドが特に古く大きく、保存状態もよい。

## ピラミッド

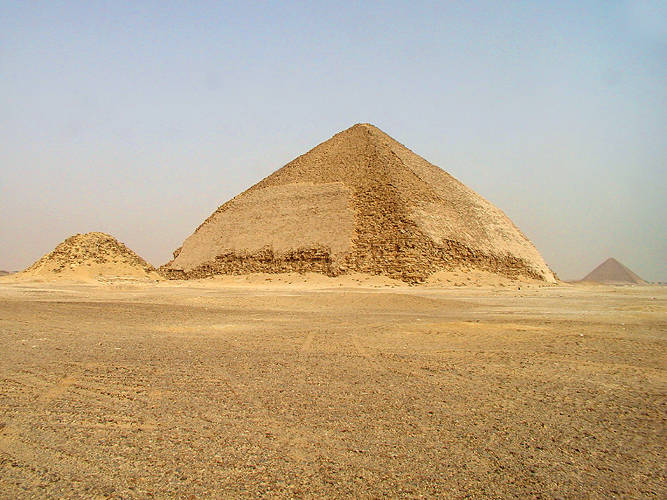
屈折ピラミッド

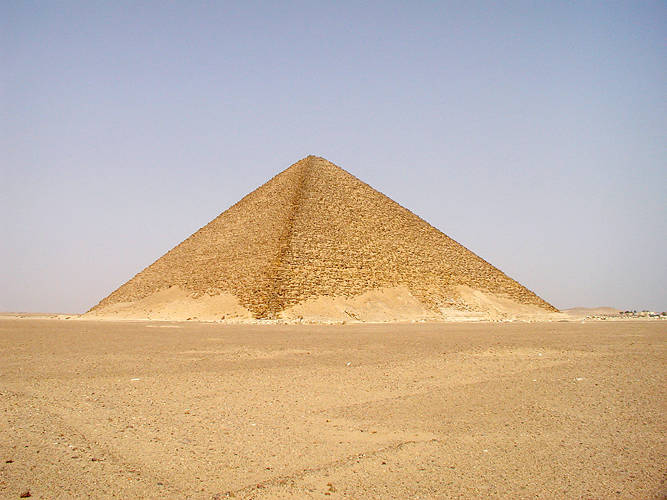
赤いピラミッド

エジプト古王国時代のクフ王の父スネフェル（紀元前2613年-2589年）が建設した屈折ピラミッドと赤いピラミッドがある。屈折ピラミッドは独特の形状をしており、建設中に技術的問題が発生したためにこのような形状になったと見られている。赤いピラミッドは世界初の階段状でないピラミッドである。
エジプト第12王朝のアメンエムハト2世（紀元前1929年-1895年）のピラミッドは保存状態が悪い。その隣から王家の女性の盗掘を免れた墓が見つかっており、多数の宝石類が出土している。センウセルト3世のピラミッドは、南方のもう1つのピラミッドや王家の女性の小ピラミッド群と共に巨大な複合体を形成している。このピラミッドに隣接する通廊墓からはセンウセルト3世の娘の2つの宝物が見つかっている。黒いピラミッドはアメンエムハト3世の治世後期のものとされ、浸食が激しいが、スネフェルの2つのピラミッド以外では最も印象的な記念碑である。黒いピラミッドの頂上部にあった花崗岩製のピラミディオンは、カイロのエジプト考古学博物館のメインホールに展示されている。このピラミッドの隣から、エジプト第13王朝の王ホルの墓（一部盗掘済み）とその娘と思われる Nubhetepti-khered の墓（未盗掘）が見つかっている。
ダハシュールには他にもエジプト第13王朝のピラミッドがいくつかある。発掘調査が行われたのは、そのうち Ameny Qemau のピラミッド (en) だけである。
ダハシュールのピラミッド群の周辺には、エジプト古王国やエジプト中王国の役人の墓地も多数見つかっている。